# Wereldkampioenschappen synchroonzwemmen 1978 – Team vrouwen
Het Team tijdens de wereldkampioenschappen synchroonzwemmen 1978 vond plaats in West-Berlijn, Duitsland.

## Uitslag
| Rang   | Naam | Land                | Finale   | Finale |
| Rang   | Naam | Land                | Punten   | Rang   |
| ------ | --- | ------------------- | -------- | ------ |
| Goud   | Tami Allen Michele Barone Erin Barr Michelle Beaulieu Gerri Brandley Jane Goeppinger Linda Shelley Pamela Tryon                       | Verenigde Staten    | 182,3000 | 1      |
| Zilver | Ikuko Abe Masako Fujiwara Narue Fujiwara Yasuko Fujiwara Ikue Ogawa Kinuyo Okada Chieko Okamura Yasuko Unezaki                        | Japan               | 181,5330 | 2      |
| Brons  | Kiki Anderson Robin Anderson Nancy Bedard Lyne Carrier Sandra Mcdermot Marie-Josee Poulin Martine Simard                              | Canada              | 177,9190 | 3      |
| 4      | Janette Clark Jacqueline Cox Judy Garrett Andrea Holland Caroline Holmyard Kay Spencer Philippa Sutton Carolyn Wilson                 | Verenigd Koninkrijk | 165,8230 | 4      |
| 5      | Renata Baur Cornelia Blanc Ines Gebrber Silvia Grossenbacher Maja Mast Sasha roderer Irene Singer Caroline Sturzenegger               | Zwitserland         | 160,3480 | 5      |
| 6      | Belinda Bosch Catrien Eijken Marijke Engelen Judith van den Berg Marjan van den Broek Liesbeth van Hoorn Lidia van Veen Vera Verloop  | Nederland           | 159,0560 | 6      |
| 7      | Ines Brormann Sonja Falkner Gudrun Hanisch Heike Illner Elke Kloss Igrid May Brigitte Serwonski Elisabeth Stenzel                     | Duitsland           | 158,5710 | 7      |
| 8      | Fadwa Eid Manal Eid Omnia Farouk Hala Hosny                                                                                           | Egypte              | 117,6210 | 8      |
| 9      | Claudia Crimini Isabella de Sabata Maria Assunta Ferri Cristina Ferrucci Pamela Leli Annalisa Leo Stefania Montagna Serenalla Pettini | Italië              | 115,7750 | 9      |